# Zoellneria
Zoellneria is een geslacht van schimmels behorend tot de familie Sclerotiniaceae. De typesoort is Zoellneria rosarum.

## Soorten
Volgens Index Fungorum bestaat het geslacht uit drie soorten (peildatum november 2021):
| Soortnaam               | Auteur(s)               | Publicatiejaar |
| ----------------------- | ----------------------- | -------------- |
| Zoellneria acerum       | Velen.                  | 1934           |
| Zoellneria callochaetes | (Ellis & Everh.) Dennis | 1963           |
| Zoellneria rosarum      | Velen.                  | 1934           |